# Basavanahalli, Channarayapatna
Basavanahalli là một làng thuộc tehsil Channarayapatna, huyện Hassan, bang Karnataka, Ấn Độ.